# Шмитт, Карл Густав
Карл Густав Шмитт (нем. Carl Gustav Schmitt; 1834, Франкфурт-на-Майне — 22 марта 1900, Кливдон, Новая Зеландия) — новозеландский композитор и дирижёр германского происхождения. Сын и ученик Алоиса Шмитта, брат Георга Алоиса Шмитта.
Учился во Франкфурте (в том числе у своего отца), работал капельмейстером в Вюрцбурге и Кёнигсберге. В 1859 г. покинул Европу и до конца жизни работал в Австралии (1860—1881) и Новой Зеландии. В 1888 г. принял подданство Британской империи.
В австралийский период Шмитт основал любительские хоры в Сиднее, Лонсестоне и Балларате, преподавал, выступал с концертами как дирижёр и скрипач. Им была написана опера «Cazille», так и не поставленная, однако отдельными номерами исполнявшаяся в концертах, встречая успех у публики.
В 1881 г. Шмитт возглавил Оклендское хоровое общество, восторженно встреченный местной прессой, отмечавшей, что до его появления хор лежал в руинах, а с приходом Шмитта восстал, как феникс из пепла. Он также преподавал в школе для девочек, в 1884 г. возглавил городскую любительскую оперу, а в 1888 г. был приглашён для преподавания в Оклендский колледж Новозеландского университета; это назначение вызвало полемику в новозеландской прессе.
В настоящее время Шмитт известен, главным образом, благодаря тому, что в 1874 г. им была написана песня на стихи принца островов Тонга, в дальнейшем утверждённая в качестве официального Гимна Тонга.